# Estado Miranda
Miranda  es uno de los veintitrés estados que, junto al Distrito Capital y las Dependencias Federales, forman la República Bolivariana de Venezuela. Su capital es Los Teques. Está ubicado en el centro-norte del país, en la región Capital. Limita al norte con el estado La Guaira, el Distrito Capital y mar Caribe Venezuela, al este con el mar Caribe, al sureste con el estado Anzoátegui, al sur con el estado Guárico y al oeste con el estado Aragua. Con 4 088 343 habitantes en 2023, es el segundo estado más poblado con 7950 km², el noveno menos extenso y con 336,5 hab/km², el cuarto estado más densamente poblado.
Debe su nombre a uno de los próceres de la independencia del país, Francisco de Miranda. Posee 21 municipios, 55 parroquias civiles y, anteriormente, una Alcaldía Mayor, que gobernaba solo en cuatro de los municipios de este estado, que eran pertenecientes al Distrito Metropolitano de Caracas, los cuales son: Baruta, Chacao, El Hatillo y Sucre, sector al cual suele llamarse Este de Caracas. Sus principales ciudades son Los Teques, Guarenas, Guatire, Charallave, Cúa, Santa Teresa del Tuy, San Francisco de Yare, Caucagua, San Antonio de Los Altos, Santa Lucía, Higuerote y Río Chico.

## Historia

### Precolombina
A la llegada de los españoles la región era habitada por diversas tribus caribes. Entre otros se encontraban los caracas, los teques, los cumanagotos, los mariches y los quiriquires. Los Teques habitaban al suroeste del Guaire. Los mariches habitaban al este del Valle de Caracas. Practicaban la caza y la recolección, mientras otros vivían de la pesca. A la llegada de los conquistadores españoles fueron aguerridas estas tribus para luchar por su territorio, comandados por caciques como Guaicaipuro y Yare.

### Tiempo colonial
Guaicaipuro fue un legendario cacique de los indios teques y caracas el cual se resistió al conquistador Diego de Losada, mientras que el cacique Yare fue el jefe cumanagoto, quiriquire, charagoto y arauco el cual acabó con la vida del Capitán Mendoza, el cual había asesinado al indio Tamanaco. Una vez sometidas todas la tribus, los españoles se asentaron por completo sobre estas tierras, fundado la ciudad de Caracas, y posteriormente distintos pueblos en el interior del estado Miranda.
Durante la colonia esta región pasó a ser parte de la Provincia de Caracas. A finales del siglo XVI y comienzos del siglo XVII las tierras altas eran usadas para cultivar, entre otros productos, trigo destinado en gran parte a la exportación para Cartagena de Indias y las islas del Caribe. A partir de la segunda década del siglo XVII, el cacao desplazó estos cultivos. Pero todas las actividades comerciales eran monopolizadas por la Real Compañía Guipuzcoana, lo que generó los primeros descontentos y alzamientos en contra de la corona. Desde comienzos del siglo XVII, la mano de obra esclava reemplazó rápidamente la mano de obra india, concentrándose en la región de Barlovento que era la mayor productora de cacao. Fue en esa región donde los primeros negros libres se alzaron contra sus patrones, pero posteriormente fueron sofocados por las tropas españolas.

### SigloXIX
Después de la disolución de la Gran Colombia, Venezuela usaba aún como organización político-territorial las provincias, la cual venía usándose desde hace mucho tiempo. Miranda, en ese entonces, formaba parte de una provincia. Entre 1832 y 1855 el uso de la provincia persistió debido a la confusión que generaba la existencia de un estado como división política del país.
Miranda, Aragua y Guárico eran tres provincias que formaban parte de la ciudad de Caracas.
La división por estados no apareció en Venezuela de forma concreta hasta 1864, cuando se fundaron cerca de veinte Estados que, en los gobiernos siguientes, serían reducidos a nueve, entre estos, el fundado estado Guzmán Blanco, que para 1873 solo abarcaba la región de Aragua.
En 1881, el estado Guzmán Blanco amplía su territorio e incluye la región de Miranda, entre otras regiones cercanas que fueron incluidas como parte de Guárico.
En 1889, se vuelve a modificar el territorio del estado Guzmán Blanco por medio de la Constitución, y se reduce su tamaño al excluirse varias regiones del país como la región de Aragua, pero renombrando al estado como Edo. Miranda.

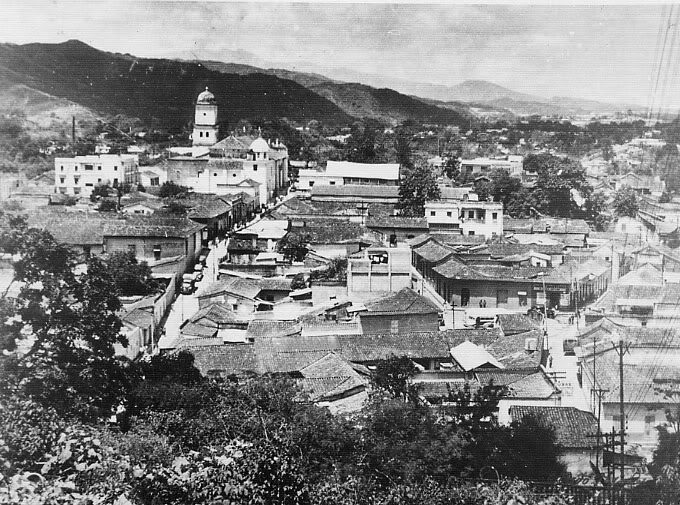
Petare a principios del

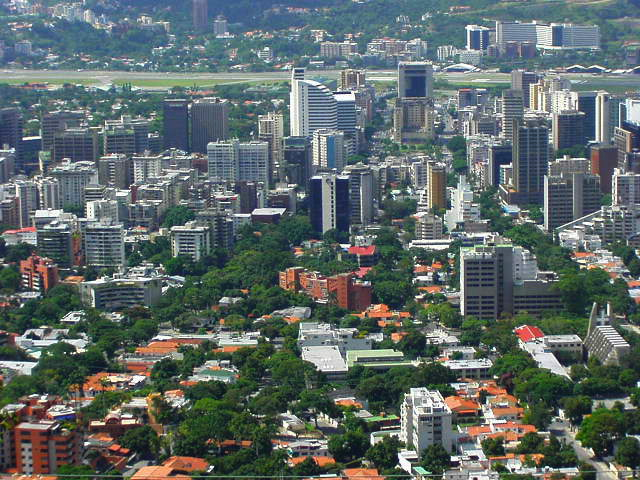
Vista de Altamira

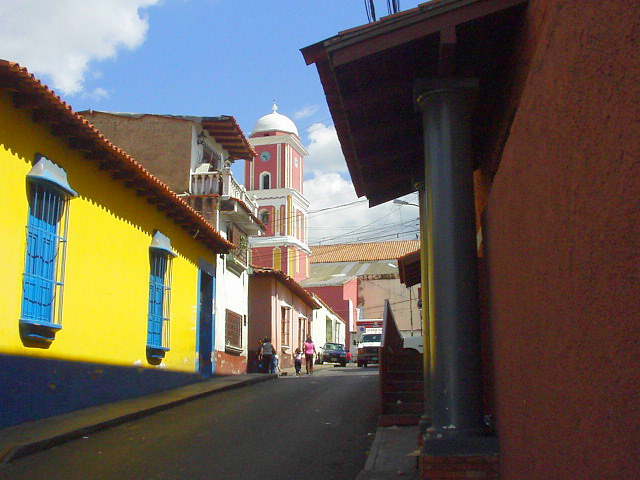
Una calle en el centro histórico de Petare

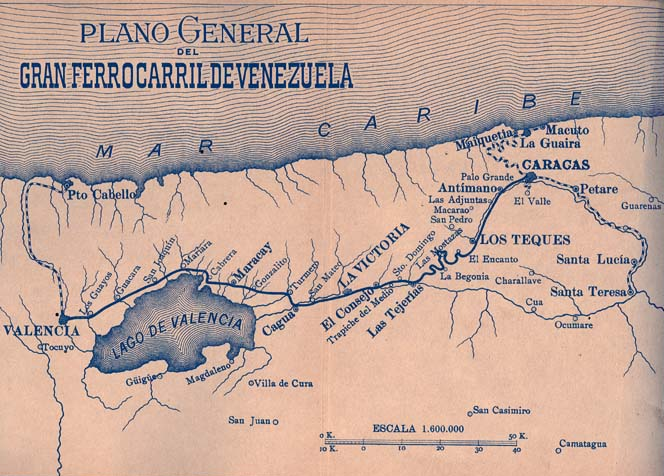
Mapa de Ruta del Gran Ferrocarril de Venezuela

### SiglosXXyXXI
En 1900 por decreto del general Cipriano Castro el estado Caracas se incluye en Miranda y Caracas pasa a denominarse estado Miranda con capital provisional en Santa Lucía. Luego en 1901 se vuelve a modificar el espacio político-territorial y la capital del pasa a ser Petare, para en 1904 cambiarla por Ocumare del Tuy.
El 13 de febrero de 1927 se hace la última modificación importante cambiando la capital a Los Teques.
En 1982 se publica en la Gaceta Oficial del estado Miranda que se funda el municipio Los Salias.
En 1989, luego de la descentralización llevada a cabo por el presidente Carlos Andrés Pérez, Arnaldo Arocha resulta elegido el primer gobernador por votación popular.
Para el 15 de octubre de 2017, fue elegido Héctor Rodríguez como gobernador del estado Miranda, tras enfrentarse a Carlos Ocariz.

## Geografía

### Relieve

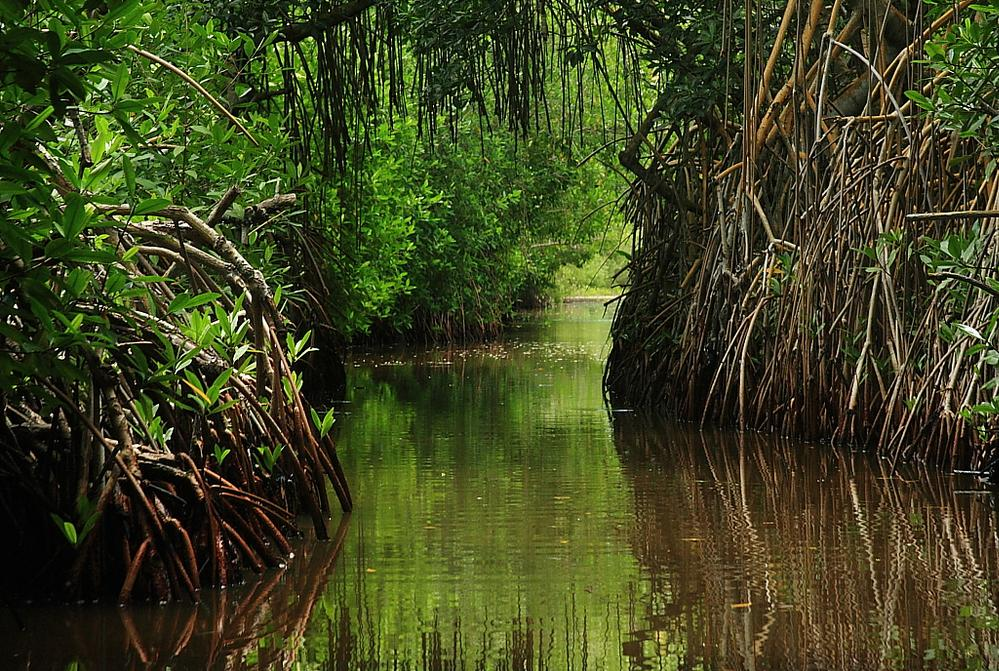
Parque nacional Laguna de Tacarigua. Estado Miranda

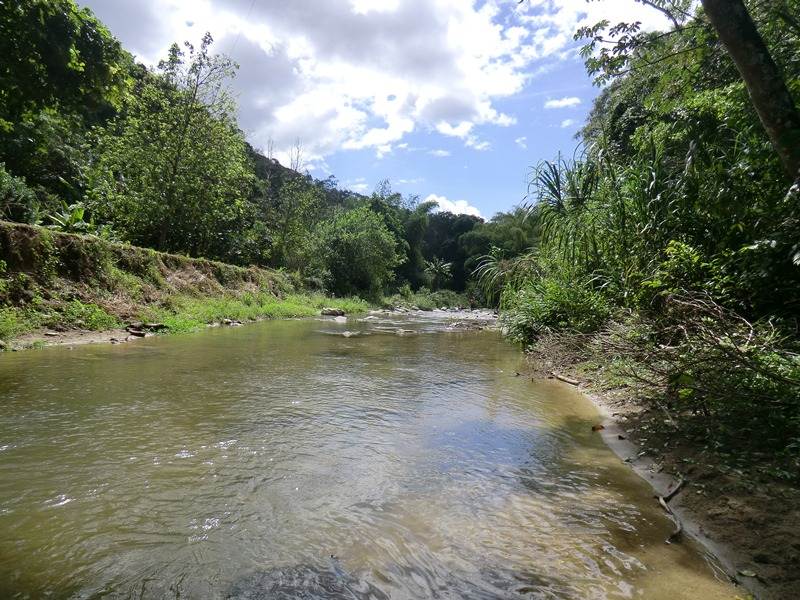
Río Pacairigua en Guatire

Predomina un relieve accidentado y abrupto, con altas pendientes y estrechos valles intramontañosos. El sector oriental constituye una depresión de la Serranía del Litoral. El río Guaire, que cursa por la ciudad de Caracas, divide el sector en dos franjas que se diferencian por su declive: los Valles del Tuy y La Depresión de Barlovento.
Las aguas que componen la red hidrográfica del estado son en su mayoría de curso corto. La principal cuenca hidrográfica del estado es la del río Tuy. La disponibilidad de recursos hídricos en la entidad es realmente precaria,
pues el estado está ubicado en el mayor conglomerado urbano del país. El volumen de agua disponible está comprometido para el abastecimiento de casi la totalidad del distrito metropolitano de Caracas, así como del total del territorio mirandino, el cual se realiza de manera deficitaria a través de los embalses de La Mariposa, Lagartijo, La Pereza, Ocumarito, Agua Fría, Taguaza, El Guapo y Quebrada Seca. Muchos de los poblados del estado no son abastecidos de manera frecuente con agua potable por el alto consumo del recurso hídrico. Los ríos Guaire, Tuy y Grande, no son utilizados por estar en estado de contaminación.

### Hidrografía
La hidrografía del estado Miranda se caracteriza por el recorrido corto y el escaso caudal de sus ríos, con la excepción del Tuy. Esta característica, combinada con el asentamiento de la masa de población más grande del país, confiere a sus ríos una gran significación como fuentes de agua para consumo urbano. El río Tuy, con un recorrido de 250 km, nace a 2 100 m de altitud, en el flanco sur de la cordillera del Litoral, fluye hacia el este por el abra de Tácata hasta los valles del Tuy y Barlovento, y desemboca en el mar Caribe por la boca de Paparo. El río El Jarillo y las quebradas Aguas Frías y La Negra, afluentes del Tuy por la margen izquierda, han sido represados, cerca de los Teques, en el embalse de Agua Fría, mientras que el Ocumare, fue represado cerca de Ocumare del Tuy, en el embalse de Ocumarito. El afluente más conocido es el río Guaire. Por la margen derecha, el Tuy recibe los ríos Taguaza, Taguacita y Cuira. Otros ríos de importancia son el Guarenas, río Grande o Caucagua, Capaya, El Guapo, Pacairigua, El Curiepe y Cúpira.

### Clima
El clima del estado Miranda es muy cálido en las zonas bajas con temperaturas que oscilan entre 20 °C y 42 °C con altísima humedad en la región costera de Barlovento. En la región de los Altos Mirandinos las temperaturas varían levemente a lo largo del año, en la estación seca (diciembre-marzo) la temperatura varía entre 10 °C y 23 °C, a comienzos de la estación húmeda (abril, mayo) pueden registrarse altas temperaturas de hasta 33 °C, el resto del año varía entre 16 °C y 25 °C.

### Suelo
El estado Miranda presenta suelos de alta vocación agrícola que son aprovechados desde la época colonial, para el cultivo de cacao, frutas, hortalizas, cereales y otros cultivos de subsistencia. Sin embargo, la presión de las actividades urbanas e industriales, especialmente el asentamiento de altas concentraciones de población, ha significado una pérdida de áreas agrícolas muy considerables en los Valles del Tuy, en la zona de Guarenas y Guatire y en la región Barlovento

### Fauna
En las áreas montañosas, de ríos y quebradas es común observar mamíferos como el rabipelado (Didelphis marsupialis) rata espinosa (Proechimys sp.), la ardilla (Sciurus granatensis), cachicamo montañero (Dasypus novemcinctus), puercoespín (Coendou prehensilis), el picure (Dasyprocta leporina), la pereza (Bradypus tridactylus) muy común en todas las zonas del municipio, el conejo (Sylvilagus brasiliensis), y el ya casi desaparecido del área municipal, el venado matacán (Mazama americana) que era común en la zona de Turgua[cita requerida]. Adicionalmente en la noche es común observar murciélagos entre los que destacan el murciélago de listas (Saccopteryx bilineata), murciélago frugívoro común (Artibeus jamaicensis), vampiro común (Desmodus rotundus) y murciélago casero (Molossus molossus). En la zona de las cuevas Los Carraos y Zuloaga se han señalados las especies de murciélagos insectívoros Natalus tumidirostris, Myotis keaysi y del género Tadarida (Tadarida aurispinosa).1617181920
Puede observarse un gran número de aves, habiéndose señalado la existencia de más 200 especies citadas Entre las especies más comúnmente observadas en el aérea se encuentran: Caricare sabanero (Milvago chimachima), gavilán habado (Buteo magnirostris), gabilan teje (Buteo albicaudatus), oripopo (Cathartes aura), lechuzón orejudo (Asio clamator), guacharaca Ortalis ruficauda, maracaná (Ara severa), arrendajo (Cacicus cela), carpintero habado (Melanerpes rubricapillus), pavita hormiguera (Thamnophilus doliatus), mielero verde (Chlorophanes spiza), azulejo de palmera (Thraupis palmarum), pitirre chicharrero (Tyrannus melancholicus), tángara cabeza de lacre (Tangara gyrola), tángara pintada (Tangara guttata), querrequerre (Cyanocorax yncas, sorocuá acollado (Trogon collaris), colibrí mango pechinegro (Anthracothorax nigricollis), amazilia bronceada coliazul (Amazilia tobaci), conoto negro (Psarocolius decumanus) y paraulata negra (Platycichla flavipes).

### Flora
Entre los árboles comunes a encontrar en el bosque están, el cucharón o niño (Gyranthera caribensis), el cedro amargo (Cedrela mexicana), lechoso del género Sapium (Sapium stylare), yagrumos (Cecropia peltata), yagrumo macho (Schefflera morototoni), bucare (Erythrina poeppigiana), ceiba (Ceiba pentandra), indio desnudo (Bursera simaruba); en algunas partes del municipio la flora autóctona ha sido intervenida y se le ha reemplazado por árboles frutales como el guamo (Inga fastuosa), mango (Mangifera indica), naranja (Citrus × sinensis), mandarina (Citrus × tangerina), guayaba (Psidium guajava), pomarrosa (Syzygium jambos), aguacate (Persea americana) y cambur (Musa × paradisiaca).
En el área urbana es común ver diferentes tipos de árboles ornamentales, entre los que pueden destacarse los eucaliptos (Eucalyptus camaldulensis), apamates (Tabebuia rosea), araguaneyes (Tabebuia chrysantha), caobos (Swietenia macrophylla), jabillos (Hura crepitans), cujíes (Vachellia farnesiana), samánes (Pithecellobium saman), bambúes (Bambusa vulgaris), riqui riquis (Heliconia latispatha) y uñas de danta (Philodendron).

## División político-territorial
El estado Miranda como entidad federal con rango constitucional tiene su propia carta magna, la Constitución del Estado Bolivariano de Miranda; y posee dos ramas del Poder Público según el Art. 14 de su Constitución: el Ejecutivo (Gobernador de Miranda) y Legislativo (Consejo Legislativo). Además se establecen órganos autónomos como la Contraloría Estadal y la Procuraduría. Los otros tres dependen del Poder Nacional como el Judicial (Circunscripción Judicial del estado Miranda), Electoral (Oficina Electoral del estado Miranda) y Ciudadano.
Sus autoridades son electas de forma universal, directa y secreta, envía 13 diputados a la Asamblea Nacional de Venezuela.
El estado Miranda está dividido en 21 municipios y 55 parroquias de acuerdo a la Constitución Regional y Nacional.
Se divide en 5 subregiones, a saber:
- Altos Mirandinos:
  - Guaicaipuro
  - Carrizal
  - Los Salias
- Zona Metropolitana. Corresponde al llamado Este de Caracas.
  - Chacao
  - Sucre
  - Baruta
  - El Hatillo
- Eje Guarenas-Guatire
  - Plaza
  - Zamora
- Barlovento
  - Acevedo
  - Brión
  - Buroz
  - Andrés Bello
  - Páez
  - Pedro Gual
- Valles del Tuy
  - Paz Castillo
  - Independencia
  - Simón Bolívar
  - Tomás Lander
  - Cristóbal Rojas
  - Urdaneta

| Municipios de Miranda |
| --- |
| Mar Caribe Anzoátegui Aragua Guárico Vargas D. C. Acevedo Bello Baruta Brión Buroz Carrizal Chacao Hatillo Guaicaipuro Lander Los Salias Independencia Paz Castillo Páez Pedro Gual Plaza Rojas Bolívar Sucre Urdaneta Zamora |

## Economía
Está basada en los sectores: industrial, agrícola y turismo. Podemos encontrar varias zonas industriales en el Municipio Sucre, Municipio Plaza, Municipio Zamora, Guaicaipuro, Municipio Independencia, Municipio Cristóbal Rojas, Municipio Urdaneta, Municipio Lander, Municipio Simón Bolívar ; y las haciendas agrícolas en el municipio El Hatillo. También en poblados como Barlovento, se suele vender artesanía.

### Recursos económicos
- Productos Agropecuarios: Cacao, frutas, flores, hortalizas, cereales.
- Productos Alimenticios y Manufacturados: Cárnicos, Bebidas alcohólicas y gaseosas, artes gráficas, tejidos, calzado, embotelladoras de agua mineral.
- Productos Industriales: Productos metalmecánicos, químicos, manufactureros.
- Recursos Forestales: Apamate, escobo, guamo, hicaco, jabillo, jobo, tabaco.
- Recursos Minerales: Arcilla, Caliza y calizas marmóreas.

## Turismo

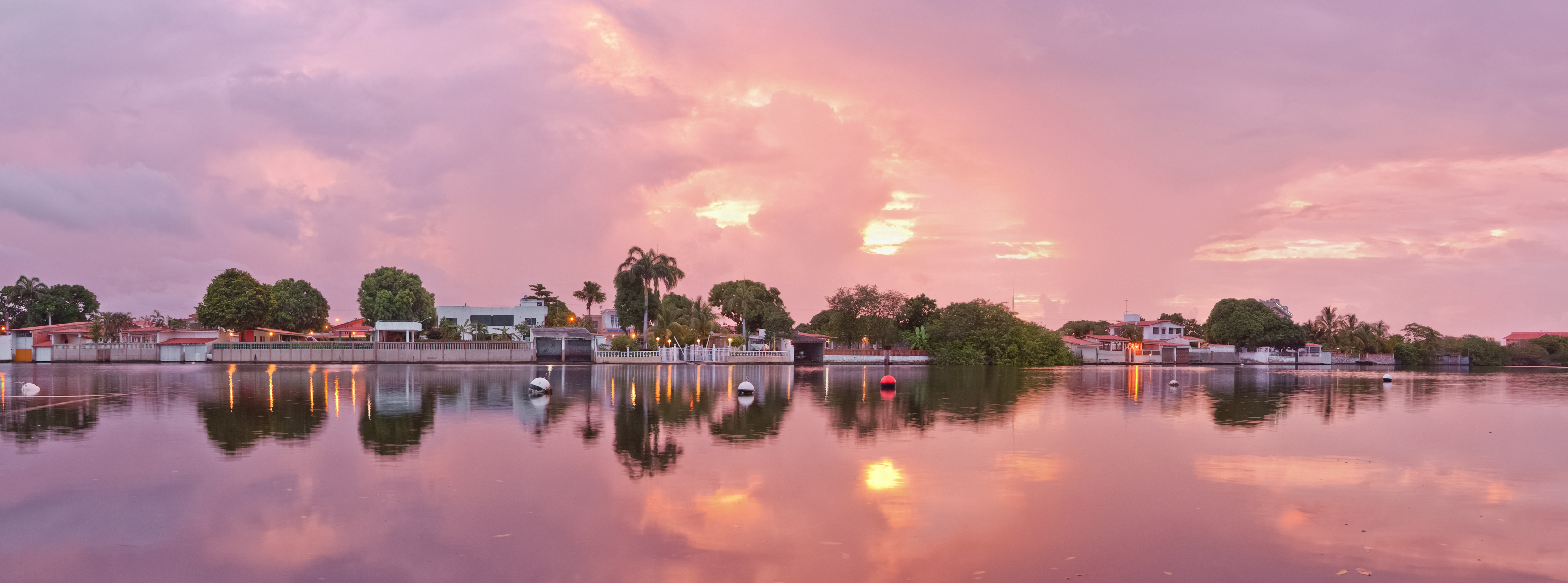
Amanecer en Puerto Encantado, Higuerote.

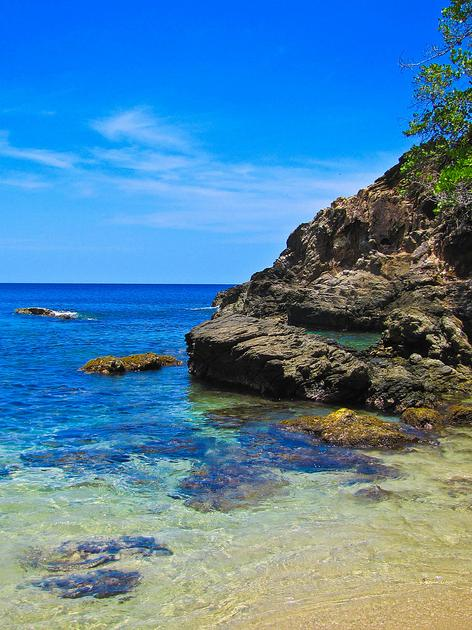
Playa de Higuerote, Miranda.

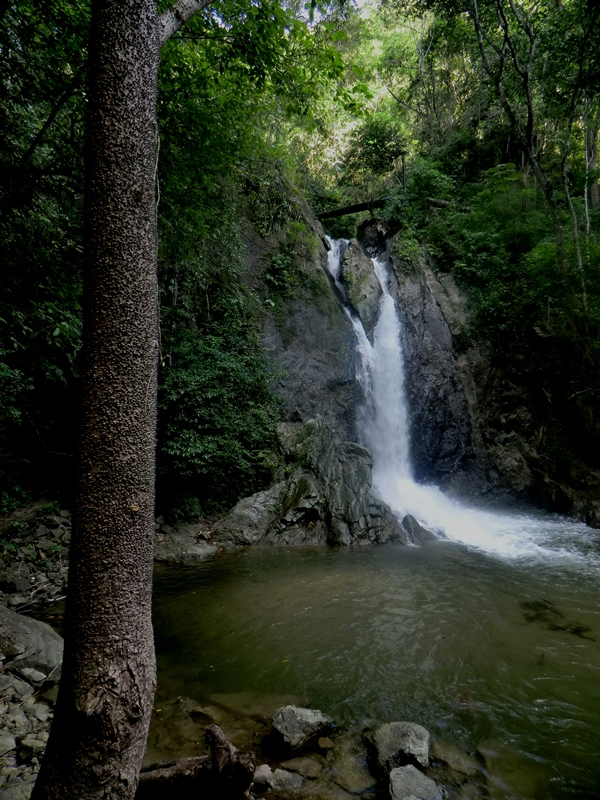
Salto La Llovizna en el río del Norte. Guatire

El estado es muy conocido por sus áreas verdes (incluyendo varios parques nacionales, haciendas y áreas protegidas), por sus ciudades muy urbanizadas que conviven con pueblos rurales, por las costas del Mar Caribe, parada segura en épocas vacacionales, los Diablos de Yare y la Laguna de Tacarigua; solo por citar algunas de las atracciones turísticas de la región que es visitada anualmente por miles de temporadistas.
Dispone de grandes centros comerciales, en el este del área metropolitana de Caracas, para el disfrute de la población, en los altos mirandinos se encuentra Ciudad Comercial La Cascada, de grandes dimensiones que cuenta con ferias de comida, cines, grandes tiendas, y todo tipo de servicios y agencias de banco, adicionalmente en el centro profesional La Cascada esta la sede alto mirandina del SENIAT, también se encuentra cercana a Los Teques la población de San Pedro de Los Altos, pueblo agrícola, donde se cultivan hortalizas y grandes extensiones de siembras de flores, y se asientan varias embotelladoras de agua mineral como Minalba y Agua Vera donde se envasan agua pura de manantial.
También resalta su arquitectura que va desde la Moderna Chacao hasta la arquitectura colonial de muchos pueblos destacando en ese aspectos los numerosos museos, catedrales e iglesias históricas que posee. Posee además diversidad de monumentos, parques urbanos, miradores, teatros, entre muchos otros espacios para el disfrute de los visitantes.

## Educación

### Universidades
Instituto de Tecnología Venezolana para el Petróleo
Instituto Venezolano de Investigaciones Científicas (IVIC)
Universidades privadas
Universidad Católica Andrés Bello, Núcleo Los Teques.
- Universidad José María Vargas

- Universidad Metropolitana.

- Universidad Nacional Experimental de la Fuerza Armada

- Universidad Nacional Experimental Simón Rodíguez

- Universidad Nueva Esparta.

- Universidad Santa María.

Universidades pública 
• Universidad Nacional Experimental Politécnica Antonio José de Sucre. 
- La [Villa del Cine]

Universidad experimental. 
- Universidad Simón Bolívar.

Universidad pública.
- Universidad Nacional Experimental de la Fuerza Armada.

## Transporte
- Sistema Ferroviario Central Ezequiel Zamora  (Línea Caracas - Cúa):[5] posee 4 estaciones (Caracas, Charallave Norte, Charallave Sur, Cúa) y tiene una longitud de 41,4 km².

- Sistema metro:
  - Metro de Los Teques: inaugurado en el año 2006. Tiene 5 estaciones: Las Adjuntas (perteneciente al Metro de Caracas),Ayacucho, Ali primera, guaicaipuro e independencia
  - Metro de Caracas: Tiene 10 estaciones: En la línea 1: Chacaíto (metro de Caracas), Chacao (metro de Caracas), Altamira (metro de Caracas), Miranda (metro de Caracas), Los Dos Caminos (metro de Caracas), Los Cortijos (metro de Caracas), La California (metro de Caracas), Petare (metro de Caracas), Palo Verde (metro de Caracas) y en la línea 5 Bello Monte (metro de Caracas).

- Vías superficiales: las más importantes son la Autopista Francisco Fajardo, Autopista Prados del Este y la Avenida Boyacá (Cota mil). También tiene carreteras que unen a varios poblados dentro del estado, así como también fuera de él.

## Cultura

### Palmeros de Chacao
La tradición de los Palmeros de Chacao data del período colonial venezolano en 1770, cuando el párroco José Antonio Mohedano decidió, en forma de promesa, pedir clemencia a Dios debido a una epidemia de fiebre amarilla existente en Caracas en ese entonces. Procedentes de las haciendas aledañas al parque nacional El Ávila, Mohedano envió a un grupo de peones a bajar hojas de la Palma Real y de esta manera poder rememorar la entrada de Jesús a Jerusalén.
En la actualidad, los Palmeros suben todos los viernes de Concilio (viernes anteriores al Domingo de Ramos) y bajan el sábado siguiente con las hojas de palmas que serán bendecidas en la celebración del domingo. Las palmas son recolectadas de un sector llamado Cueva de los Palmeros por la entrada de Sabas Nieves. Una vez benditas las palmas son distribuidas entre los creyentes, quienes las trenzan, machacan y trasforman en cruces que guardan en sus casas como muestra de fe.

### Diablos Danzantes de Yare
Los Diablos Danzantes de Yare son una festividad religiosa que se celebra en San Francisco de Yare, estado Miranda, el día de Corpus Christi, llevada a cabo por las "Sociedades del Santísimo Sacramento". La fiesta es una versión local de los diablos danzantes de Corpus Christi.
Su origen se remonta a siglo XVIII, siendo esta la hermandad más antigua del continente americano y la más grande del mundo. La fraternidad de diablos está dividida en un orden jerárquico, representado en sus máscaras.
Cada jueves de Corpus Christi (9 jueves después del Jueves Santo) se hace una danza ritual de los llamados diablos danzantes, donde se rinde culto al Santísimo Sacramento del Altar y se celebra el triunfo del bien sobre el mal.

### Fiesta de San Juan de Curiepe
Es una celebración afrodescendiente que se realiza en el pueblo de Curiepe, en el estado Miranda en Venezuela. En esta se recuerda la imagen de San Juan Bautista, con una serie de rituales de música y danza que se realizan desde la medianoche del 23 hasta la tarde del 25 de junio de cada año. San Juan es una de las festividades que reúne más devotos a lo largo y ancho del país, siendo la manifestación de Curiepe una de las más conocidas en la nación.

### Parranda de San Pedro
Es una festividad popular y religiosa que se celebra cada 29 de junio en las ciudades de Guatire y Guarenas del estado Miranda, Venezuela. Tiene su origen en la Época Colonial. Consiste en unos parranderos, vestidos con levita y pumpá (uno de ellos lleva la imagen del santo, otro lleva una bandera amarilla y roja) y acompañados por Cuatro y Maracas. La percusión se logra con unos pedazos de cuero de animal amarrados a los pies a manera de sandalias (llamadas cotizas). También van acompañados por dos niños impúberes, vestidos con un traje rojo y amarillo (parecido a los arlequines), que se conocen como "tucusitos". Esta parranda fue declarada Patrimonio Cultural Inmaterial de la Humanidad por la UNESCO.

### Santísima Cruz de Pacairigua
Imagen religiosa que se guarda en el templo parroquial de la ciudad de Guatire, estado Miranda, Venezuela y que constituye desde principios del siglo XVII la patrona religiosa de esa ciudad. La cruz, elaborada en madera de cedro, cubierta por pintura blanca y bordes dorados, mide dos metros de altura. Es sacada en procesión todos los 3 de mayo de cada año, Día de la Cruz de Mayo en el Santoral católico

### Parranda de los Santos Inocentes de Caucagua
La Parranda de los Santos Inocentes de Caucagua, lleva celebrándose aproximadamente 60 años. Comienza el 27 de diciembre a partir de las once de la noche con la lectura del Bando.
Es una especie de heraldo, donde se nombra en forma picaresca y con sobrenombres a los integrantes y autoridades de la parranda, entre los cuales podemos citar: la jefa de parranda, el mosca, el correo de los de los inocentes, el verdugo, el abanderado, los policías, fiscales y por supuesto los Boleros.
Vocablo que deriva de 'Voleo' que, en dialecto gitano, significa volar, en alusión a los movimientos danzarios (Danza, Baile). Los movimientos corporales son totalmente libres y bruscos, al ritmo de la música. Se hacen rondas y trencitos o cadenetas.
En Caucagua y en la celebración de los Santos Inocentes, un Bolero es una persona disfrazada con ropas viejas con huecos y picadas en tiritas, se pitan la cara de negro, la lengua de rojo, usan pelucas y se colocan cachos, cargan una lanza (un palo, una vara) y hacen sonidos tenebrosos; dan miedo, lo cual producen un efecto en las personas, el cual es que, si no le dan su aguinaldo (colaboración, dinero, hallaca, lo que sea), le van a hacer daño; pero aquí también se puede destacar su relación con la fecha 28 de diciembre “Día de los Inocentes”, puesto que en realidad los boleros no hacen daño, como da la impresión por su vestimenta tenebrosa, sino que son un personaje alegre, festivo, social y compartible que pasan por las calles, de casa en casa, de negocio en negocio, pidiendo su aguinaldo, haciendo un esfuerzo por mantener más viva que nunca esta tradición; son dignos de admiración, debemos valorarlos y gratificarlos.
La parranda de los Boleros de Caucagua tiene su origen o raíces en tiempos remotos, cuando por mandato del Rey Herodes fue ordenada la matanza de los niños, también se dice que en tiempos de la Colonia a los esclavos se les daba un día libre, el cual ellos aprovechaban para celebrar sus rituales y burlarse de sus patrones.
Estos actos siempre han tenido un matiz de burla, en la actualidad los boleros se disfrazan como personajes políticos, y estos representan la crisis, la corrupción, el hambre y otras cosas más.
Declarados Bien de Interés Cultural para la Nación en el año 2014 y en 2023 recibieron la declaración de la Unesco del Registro de buenas prácticas de salvaguardia siendo la segunda manifestación cultural de Venezuela en recibir dicha declaración.

## Medios de comunicación

### Televisión
En esta entidad, tienen su sede varios canales, como: Venezolana de Televisión, Televen, La Tele Tuya, Canal i, HBO, IVC, Sun Channel y Telesur. También se transmiten canales de otros estados o nacionales como Globovisión y Venevisión.

### Radio
Existen varias emisoras de radio, y también puede llegar la señal de otras estaciones de radio del estado Aragua y Guárico. Actualmente en Los Altos Mirandinos existen, desde hace algún tiempo, varias radios en frecuencia modulada: Latina 98.7 FM (Tropical), La Cima 96.7 FM (Tropical), Miranda 100.1 FM (Tropical), Ciudad 106.1 FM (Tropical), Antena 103.7 (Anglo Hispano), Melao 104.1 FM (Tropical), Panamericana 90.7 (Popular), Frecuencia Feeling 97.1 (Adulto Contemporáneo), Urquia 97.5 FM (Deportiva y Comunitaria) entre otras, pero las principales y con mayor potencia son las de Caracas que en su mayoría tienen sus plantas transmisoras en el cerro Ávila, y gracias a esto comúnmente se pueden escuchar en gran parte del extenso estado de Miranda.

### Prensa escrita
Entre los diarios editados en la zona se encuentran el diario Avance de Los Teques, La Voz de Guarenas y La Región, que cubre los altos Mirandinos, el área metropolitana, Guarenas y Guatire, también en los Valles del Tuy circula el diario Noticias del Tuy. Otros diarios regionales incluyen "Avance" y Ciudad Petare (en esa parroquia de Caracas). En este estado se encuentra además la sede del Diario El Nacional, uno de los más importantes del país.

## Deportes

### Clubes Deportivos
- Fútbol: Deportivo Miranda Fútbol Club (Segunda División de Venezuela)
- Fútbol: Atlético Sucre Club de Fútbol (Tercera División de Venezuela)
- Fútbol sala: Los Teques Futsal Club (Liga Venezolana de Fútbol Sala)
- Voleibol: Vikingos de Miranda (Liga Venezolana de Voleibol)
- Baloncesto: Panteras de Miranda (Liga Profesional de Baloncesto de Venezuela)
- Baloncesto: Industriales de Guarenas (Liga Nacional de Baloncesto)
- Baloncesto: Bushido de Los Teques (Liga Nacional de Baloncesto)
- Baloncesto: Barlovento (Liga Nacional de Baloncesto)
- Baloncesto: Unión Ferrocarril del Tuy (Liga Nacional de Baloncesto)
- Béisbol: Cacaoteros de Miranda(Liga Nacional Bolivariana de Béisbol)
- Rugby: Club de Rugby de la Universidad Metropolitana (Campeonato Venezolano de Clubes de Rugby)
- Rugby: Club de Rugby de la Universidad Simón Bolívar (Campeonato Venezolano de Clubes de Rugby)

### Recintos Deportivos
- Estadio Guaicaipuro de Los Teques Capacidad 3100 espectadores (Béisbol).
- Estadio Alexis Padilla de Carrizal Capacidad 600 Espectadores (Béisbol).
- Estadio Ernesto Aparicio de El Paso en Los Teques, 150 Espectadores (Béisbol Menor).
- Polideportivo Arnaldo Arocha Ubicado en los Teques, Capacidad de 3000 espectadores.
- Gimnasio José Joaquín Papá Carrillo Ubicado en Los Dos Caminos, Capacidad de 3500 espectadores.
- Complejo Deportivo Fray Luis de León
- Estadio de Fútbol de la Universidad Simón Bolívar

## Política y gobierno
El estado Miranda (como entidad federal) tiene su propia carta magna, la Constitución del Estado Bolivariano de Miranda que es la base del ordenamiento jurídico estatal y fue aprobada en el año 2006. Su gobernador actual es Héctor Rodríguez.

### Poder ejecutivo
El poder ejecutivo está compuesto por un gobernador y un consejo de secretarios que le asisten en la gestión de gobierno y son funcionarios de libre nombramiento y remoción. El gobernador es elegido por el pueblo mediante voto directo y secreto para un periodo de cuatro años con la posibilidad de reelección para nuevos períodos, siendo el encargado de la administración estatal.
Hasta el año 1988, el gobernador era designado por el presidente de la república. En el año 1989, se celebran las primeras elecciones regionales directas en el país.
El gobernador actual es Héctor Rodríguez. Fue elegido el 15 de octubre de 2017 con el 52,78 % de los votos.

### Poder legislativo
El Poder Legislativo está representado por el Consejo Legislativo del Estado Miranda de tipo unicameral, elegido por el pueblo mediante el voto directo y secreto cada cuatro años pudiendo ser reelegidos para nuevos periodos consecutivos, bajo un sistema de representación proporcional de la población del estado y sus municipios. Actualmente cuenta con 15 legisladores y desde las elecciones regionales de 2012 el PSUV tiene mayoría de 8 legisladores contra 7 de la Mesa de la Unidad Democrática. La Presidenta del Concejo Legislativo es la Legisladora Aurora Morales y el vicepresidente es el Legislador Miguel Mora .

### Policía
El estado Miranda posee su propio cuerpo de Policía autónomo sobre la base de lo establecido en el artículo 164 de la Constitución de Venezuela de 1999, que es conocido como Polimiranda (Policía del Estado Miranda), creado en 1996 con el nombre de Instituto Autónomo de Policía del Estado Miranda. Su actual director es el general de División Regulo Argotte Prieto.